# Targa Abruzzi 1934

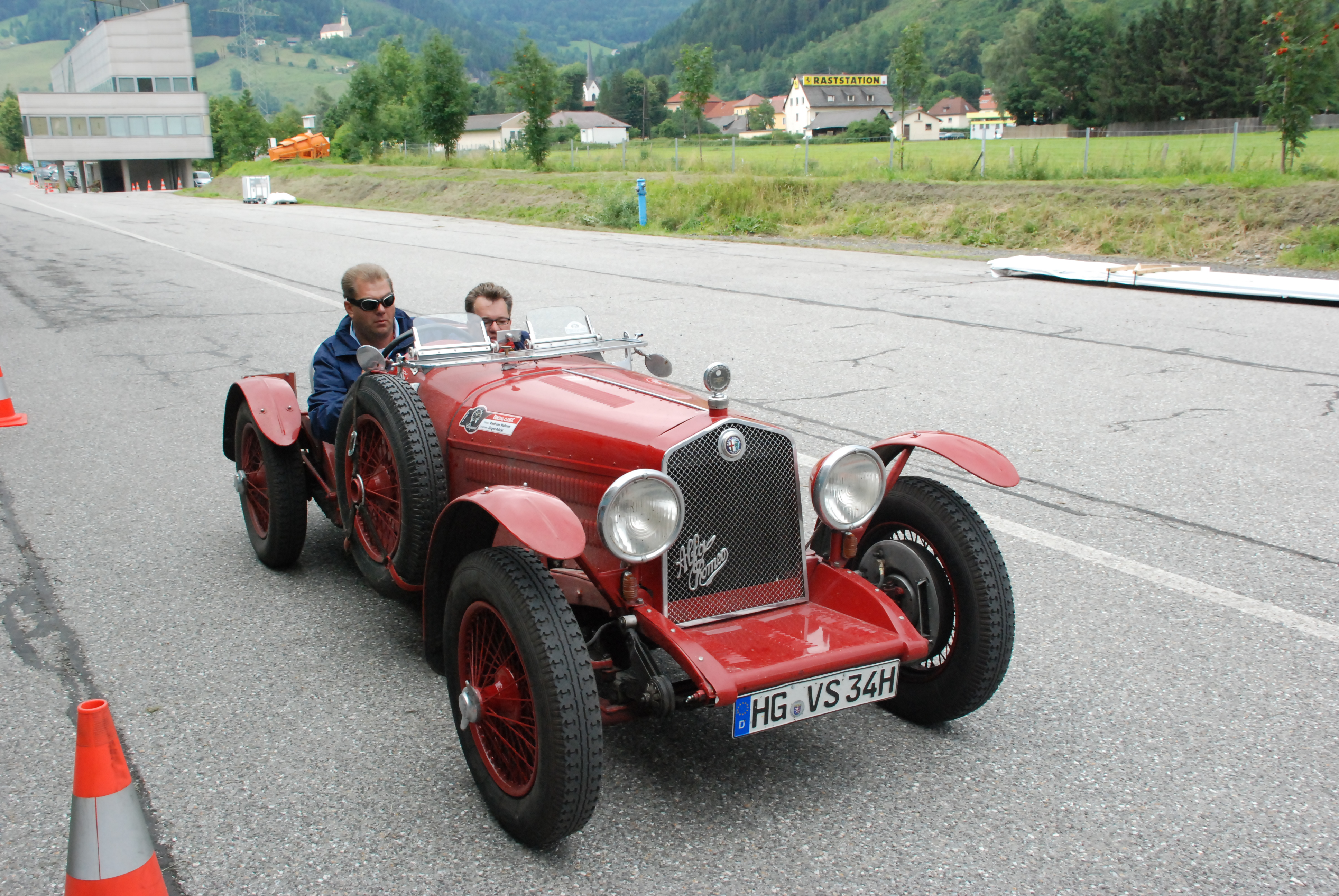
Alfa Romeo 6C 2300 Pescara

Die VII. Targa Abruzzi, bekannt auch als 24-Stunden-Rennen von Pescara 1934, war ein Sportwagenrennen und fand am 13. August 1934 statt.

## Das Rennen
1934 entschieden die Veranstalter und Funktionäre der Targa Abruzzi, die Distanz des Rennens zu verändern. Auf dem Circuito di Pescara fand in diesem Jahr ein 24-Stunden-Rennen, angelehnt an vergleichbare Rennveranstaltungen in Le Mans und Spa-Francorchamps, statt. Der Versuch, eine dauerhafte Veranstaltung wie in Frankreich und Belgien zu etablieren, schlug allerdings fehl. Nur noch ein weiters Mal, 1935, wurde in Pescara ein 24-Stunden-Rennen gefahren.
Die Rundstrecken- und Straßenrennen in Italien der 1930er-Jahre wurden, mit wenigen Ausnahmen, vor allem von italienischen Rennteams- und Fahrern bestritten. Das Umstellen des Rennens in Pescara auf die lange 24-Stunden-Distanz brachte dort erstmals Nichtitaliener an den Start. Unter diesen Fahrern waren die beiden Briten Earl Howe und Tim Rose-Richards sowie die Franzosen Marcel Mongin und Raymond Sommer. Sie alle hatten großen Erfahrungen bei 24-Stunden-Rennen und bei diesem Rennformat große Erfolge gefeiert. Howe hatte 1931 gemeinsam mit Tim Birkin in Le Mans gewonnen. Rose-Richards kam in drei aufeinander folgenden Jahren, 1931, 1932 und 1933, in Le Mans als Dritter ins Ziel und Mongin wurde an der Sarthe 1926 und 1937 Gesamtzweiter. Raymond Sommer kam als zweifacher Le-Mans-Sieger nach Italien. 1932 hatte er mit Luigi Chinetti gewonnen und 1933 als Partner von Tazio Nuvolari; mit dem Italiener ging er auch bei der Targa an den Start, schied jedoch aus.
Während Mongin, der sich das Cockpit eines Alfa Romeo 8C 2300 „Monza“ mit seiner Landsfrau Hélene Delange teilte, ausfiel, errichten Howe und Rose-Richards den siebten Gesamtrang. In der Gesamtwertung feierte die Scuderia Ferrari einen Dreifachsieg.

## Ergebnisse

### Schlussklassement
| 1           |    | 24 | Scuderia Ferrari   | Franco Cortese Francesco Severi         | Alfa Romeo 6C 2300A      |  |
| 2           |    | 27 | Scuderia Ferrari   | Mario Tadini Nando Barbieri             | Alfa Romeo 6C 2300A      |  |
| 3           |    | 23 | Scuderia Ferrari   | Archimede Rosa Gianfranco Comotti       | Alfa Romeo 6C 2300A      |  |
| 4           |    |    |                    | L. Gabini Zappacorta                    | Alfa Romeo 6C 1750       |  |
| 5           |    |    |                    | Giovanni Lurani Carlo Castelbarco       | Bugatti                  |  |
| 6           | IC | 8  |                    | Earl Howe Tim Rose-Richards             | Alfa Romeo 8C 2300       |  |
| 7           | IC | 9  |                    | Nicola Borelli V. Lo Prete              | Alfa Romeo 8C 2300       |  |
| 8           |    |    | XXX                | XXX                                     |                          |  |
| 9           |    |    | XXX                | XXX                                     |                          |  |
| 10          |    |    | XXX                | XXX                                     |                          |  |
| 11          |    |    | XXX                | XXX                                     |                          |  |
| 12          |    |    | XXX                | XXX                                     |                          |  |
| 13          |    |    | XXX                | XXX                                     |                          |  |
| 14          |    |    | XXX                | XXX                                     |                          |  |
| 15          |    |    | XXX                | XXX                                     |                          |  |
| 16          |    |    | XXX                | XXX                                     |                          |  |
| 17          |    |    | XXX                | XXX                                     |                          |  |
| 18          |    |    | XXX                | XXX                                     |                          |  |
| 19          |    |    | XXX                | XXX                                     |                          |  |
| 20          |    |    | XXX                | XXX                                     |                          |  |
| 21          |    |    | XXX                | XXX                                     |                          |  |
| 22          |    |    | XXX                | XXX                                     |                          |  |
| 23          |    |    | XXX                | XXX                                     |                          |  |
| 24          |    |    | XXX                | XXX                                     |                          |  |
| 25          |    |    | XXX                | XXX                                     |                          |  |
| 26          |    |    | XXX                | XXX                                     |                          |  |
| 27          |    |    | XXX                | XXX                                     |                          |  |
| Ausgefallen |    |    |                    |                                         |                          |  |
| 28          |    | 2  | Scuderia Ferrari   | Guy Moll Pietro Ghersi                  | Alfa Romeo 8C 2600 Monza |  |
| 29          |    | 4  |                    | Tazio Nuvolari Raymond Sommer           | Alfa Romeo 8C 2300       |  |
| 30          |    | 11 | Scuderia Ferrari   | Guglielmo Carraroli Berrone Ippolito    | Alfa Romeo 8C 2600 Monza |  |
| 31          |    | 26 | Scuderia Ferrari   | L. Catalani A. Pollini                  | Alfa Romeo 6C 2300A      |  |
| 32          |    | 3  | Scuderia Subalpina | Piero Dusio Gino Rovere                 | Alfa Romeo 8C 2300 Monza |  |
| 33          |    | 5  |                    | Hélene Delange Marcel Mongin            | Alfa Romeo 8C 2300 Monza |  |
| 34          |    | 6  |                    | Goffredo Zehender José de Villapadierna | Alfa Romeo 8C 2300 Monza |  |
| 35          |    | 1  |                    |                                         | Alfa Romeo 8C 2300       |  |
| 36          |    | 10 |                    |                                         | Alfa Romeo 8C 2300 LM    |  |
| 37          |    |    | XXX                | XXX                                     |                          |  |
| 38          |    |    | XXX                | XXX                                     |                          |  |
| 39          |    |    | XXX                | XXX                                     |                          |  |
| 40          |    |    | XXX                | XXX                                     |                          |  |
| 41          |    |    | XXX                | XXX                                     |                          |  |
| 42          |    |    | XXX                | XXX                                     |                          |  |
| 43          |    |    | XXX                | XXX                                     |                          |  |
| 44          |    |    | XXX                | XXX                                     |                          |  |

### Nur in der Meldeliste
Hier finden sich Teams, Fahrer und Fahrzeuge, die ursprünglich für das Rennen gemeldet waren, aber aus den unterschiedlichsten Gründen daran nicht teilnahmen.
| Pos. | Klasse | Nr. | Team | Fahrer                  | Chassis            |
| ---- | ------ | --- | ---- | ----------------------- | ------------------ |
| 45   |        |     |      | Hans Ruesch Ulrich Maag | Alfa Romeo 8C 2300 |

### Klassensieger
Zu diesem Rennen sind keine Klassensieger bekannt.

### Renndaten
- Gemeldet: 45
- Gestartet: 44
- Gewertet: 37
- Rennklassen: unbekannt
- Zuschauer: unbekannt
- Wetter am Renntag: unbekannt
- Streckenlänge: 25,800 km
- Fahrzeit des Siegerteams: 24:00:00,000 Stunden
- Gesamtrunden des Siegerteams: unbekannt
- Gesamtdistanz des Siegerteams: 2482,082 km
- Siegerschnitt: 103,420 km/h
- Schnellste Trainingszeit: unbekannt
- Schnellste Rennrunde: unbekannt
- Rennserie: zählte zu keiner Rennserie